# Liste der Koalitionstruppen in der Völkerschlacht bei Leipzig
In der Liste der Koalitionstruppen in der Völkerschlacht bei Leipzig (1813) sind alle Einheiten aufgeführt, die in dieser Schlacht gegen die Franzosen eingesetzt waren.
Beteiligt waren das Kaiserreich Russland, das Kaiserreich Österreich, das Königreich Preußen, das Königreich Schweden und das Vereinigte Königreich.
Diese fünf Länder stellten die bis dahin größte Armee der Weltgeschichte auf das Schlachtfeld.
- 278.802 Infanteristen, Pioniere, Trainsoldaten und sonstige
- 86.658 Reiter
- 34.675 Artilleristen mit 1387 Kanonen und 28 Raketenwerfern
  - Total = 400.135 Mann

- Russland: 94.672 Mann Infanterie und sonstige, 47.533 Reiter, 712 Kanonen mit 17.800 Artilleristen = 160.005 Mann (40 % der Koalitionsstreitkräfte)
- Österreich: 94.453 Mann Infanterie und sonstige, 15.951 Reiter, 402 Kanonen mit 10.000 Artilleristen = 120.404 Mann (30 % der Koalitionsstreitkräfte)
- Preußen: 74.060 Mann Infanterie und sonstige, 20.424 Reiter, 222 Kanonen mit 5550 Artilleristen = 100.034 Mann (25 % der Koalitionsstreitkräfte)
- Schweden: 15.617 Mann Infanterie und sonstige, 2.750 Reiter, 51 Kanonen mit 1275 Artilleristen = 19.642 Mann (5 % der Koalitionsstreitkräfte)
- Dazu ein kleines Kontingent mit 144 Artilleristen (Rocketeers) und 28 Raketenwerfern aus Großbritannien = 144 Mann (0,04 % der Koalitionsstreitkräfte)[1]

## Böhmische Armee
- Oberbefehlshaber: Feldmarschall Karl Philipp zu Schwarzenberg

### Russisches Kontingent (Tolly/Wittgenstein)
- Oberbefehlshaber: General der Infanterie Michael Andreas Barclay de Tolly und General Graf Peter zu Wittgenstein

| I. Korps Generalleutnant Andrei Gortschakow 6520 Mann – 36 Geschütze – 8 Mörser | I. Korps Generalleutnant Andrei Gortschakow 6520 Mann – 36 Geschütze – 8 Mörser |
| ------------------------------------------------------------------------------- | ------------------------------------------------------------------------------- |
| 5. Infanteriedivision – General Wladimir Mesentzew 4920 Mann                    |                                                                                 |
| 1. Infanteriebrigade – General Lukow                                            |                                                                                 |
| Infanterieregiment Sewsk – 2 Bataillone – 820 Mann                              | Infanterieregiment Perm – 2 Bataillone – 820 Mann                               |
| 2. Infanteriebrigade – General Jegor Iwanowitsch Wlastow                        |                                                                                 |
| Infanterieregiment Kaluga – 2 Bataillone – 820 Mann                             | Infanterieregiment Mogilew – 2 Bataillone – 820 Mann                            |
| 3. Infanteriebrigade ?                                                          |                                                                                 |
| 23. Jägerregiment – 2 Bataillone – 820 Mann                                     | 24. Jägerregiment – 2 Bataillone – 820 Mann                                     |
| 14. Infanteriedivision – General Gotthard August von Helffreich 4120 Mann       |                                                                                 |
| 1. Infanteriebrigade – General Ljalin                                           |                                                                                 |
| Infanterieregiment Tenguinsk – 2 Bataillone – 620 Mann                          | Estnisches Infanterieregiment – 2 Bataillone – 620 Mann                         |
| 2. Infanteriebrigade – General Roth                                             |                                                                                 |
| Infanterieregiment Navaguinsk – 2 Bataillone – 620 Mann                         | Infanterieregiment Tula – 2 Bataillone – 620 Mann                               |
| 3. Infanteriebrigade – General Winstow                                          |                                                                                 |
| 25. Jägerregiment – 2 Bataillone – 820 Mann                                     | 26. Jägerregiment – 2 Bataillone – 820 Mann                                     |
| Korpsartillerie 36 Geschütze                                                    |                                                                                 |
| 6. Leichte Feldartillerie-Batterie – 12 Geschütze                               | 7. Leichte Feldartillerie-Batterie – 12 Geschütze                               |
| II. Korps General Eugen von Württemberg 5200 Mann – 60 Geschütze                |                                                                                 |
| 3. Infanteriedivision – General Iwan Schachowski 3300 Mann                      |                                                                                 |
| 1. Infanteriebrigade – Oberst Schalnitzki                                       |                                                                                 |
| Infanterieregiment Reval – 2 Bataillone – 550 Mann                              | Infanterieregiment Murom – 2 Bataillone – 550 Mann                              |
| 2. Infanteriebrigade                                                            |                                                                                 |
| Infanterieregiment Tschernigow – 2 Bataillone – 550 Mann                        | Infanterieregiment Selenguinsk – 2 Bataillone – 550 Mann                        |
| 3. Infanteriebrigade                                                            |                                                                                 |
| 20. Jägerregiment – 2 Bataillone – 550 Mann                                     | 21. Jägerregiment – 2 Bataillone – 550 Mann                                     |
| 4. Infanteriedivision – General Pyschnitzki 1900 Mann                           |                                                                                 |
| 1. Infanteriebrigade – Oberst Fedorow                                           |                                                                                 |
| Infanterieregiment Tobolsk – 2 Bataillone 550 Mann                              | Wolhynisches Infanterieregiment – 2 Bataillone – 550 Mann                       |
| 2. Infanteriebrigade – Oberst Reibnitz                                          |                                                                                 |
| Infanterieregiment Krementschuk – 2 Bataillone – 550 Mann                       | Infanterieregiment Minsk – 1 Bataillon – 250 Mann                               |
| Korpsartillerie 36 Kanonen                                                      |                                                                                 |
| 27. Leichte Feldartillerie-Batterie – 12 Geschütze                              | 5. und 13. Positionsbatterie – 24 Geschütze                                     |
| 2. Feldartillerie-Batterie – 24 Geschütze                                       |                                                                                 |

### Russisches Kontingent (Großfürst Konstantin)
- Oberbefehlshaber: Großfürst Konstantin Pawlowitsch

| 3. Grenadierkorps General der Kavallerie Nikolai Rajewski 9120 Mann – 36 Geschütze            | 3. Grenadierkorps General der Kavallerie Nikolai Rajewski 9120 Mann – 36 Geschütze |
| --------------------------------------------------------------------------------------------- | ---------------------------------------------------------------------------------- |
| 1. Grenadierdivision – Generalmajor Pisarew 4780 Mann                                         |                                                                                    |
| 1. Grenadierbrigade – Generalmajor Knjaschnin                                                 |                                                                                    |
| Grenadierregiment Jekaterinoslaw – 2 Bataillone – 870 Mann                                    | Grenadierregiment „Graf Araktschejew“ – 2 Bataillone – 870 Mann                    |
| 2. Grenadierbrigade – Oberst Adam Georg von Agthe                                             |                                                                                    |
| Grenadierregiment Sankt Petersburg – 2 Bataillone – 870 Mann                                  | Grenadierregiment Tauroggen – 2 Bataillone – 870 Mann                              |
| 3. Grenadierbrigade – General Jemeljanow                                                      |                                                                                    |
| Grenadierregiment Pärnu – 1 Bataillon – 430 Mann                                              | Grenadierregiment Kexholm – 2 Bataillone – 870 Mann                                |
| 2. Grenadierdivision – Generalmajor Choglokow 4340 Soldaten                                   |                                                                                    |
| 1. Grenadierbrigade – Generalmajor Levin                                                      |                                                                                    |
| Grenadierregiment Kiew – 2 Bataillone – 870 Mann                                              | Grenadierregiment Moskau – 2 Bataillone – 870 Mann                                 |
| 2. Grenadierbrigade – Generalmajor de Damas                                                   |                                                                                    |
| Grenadierregiment Astrachan – 1 Bataillon 430 Mann                                            | Grenadierregiment Fanagor – 1 Bataillon – 430 Mann                                 |
| 3. Grenadierbrigade                                                                           |                                                                                    |
| Kleinrussisches Grenadierregiment – 2 Bataillone – 870 Mann                                   | Sibirisches Grenadierregiment – 2 Bataillone – 870 Mann                            |
| Korpsartillerie                                                                               |                                                                                    |
| 14. Leichte Feldartillerie-Batterie – 12 Geschütze                                            | 30. und 33. Positionsbatterie – 24 Geschütze                                       |
| Gardekorps General der Infanterie Alexei Jermolow 13393 Mann – 32 Geschütze                   |                                                                                    |
| 1. Garde-Infanteriedivision – General Baron Georg Andreas von Rosen 4500 Mann                 |                                                                                    |
| 1. Brigade – General Potemkin                                                                 |                                                                                    |
| Preobrajenski Leib-Garde-Regiment – 3 Bataillone 1350 Mann                                    | Semenowski Leib-Garde-Regiment – 3 Bataillone – 1350 Mann                          |
| 2. Brigade – General Khrapowitzki                                                             |                                                                                    |
| Izmailovski Leib-Garde-Regiment – 2 Bataillone – 900 Mann                                     | Leib-Garde-Jägerregiment – 2 Bataillone – 900 Mann                                 |
| 2. Garde-Infanteriedivision – Generalmajor Iwan Udom 3600 Mann                                |                                                                                    |
| 1. Brigade – Generalmajor Maxim Kryschanowski                                                 |                                                                                    |
| Litauisches Leib-Garde-Regiment – 2 Bataillone – 900 Mann                                     | Leibgarde Grenadierregiment – 2 Bataillone – 900 Mann                              |
| 2. Brigade – Generalmajor Scheltuchin                                                         |                                                                                    |
| Finnländisches Leib-Garde-Regiment – 2 Bataillone – 900 Mann                                  | Pawlowski Leib-Garde-Regiment – 2 Bataillone – 900 Mann                            |
| Gardeartillerie                                                                               |                                                                                    |
| 1. Positionsbatterie – 12 Geschütze                                                           | 1. und 3. Leichte Feldartillerie-Batterie – 12 Geschütze                           |
| Zugeteilte Preußische Garde General von Alvensleben 5239 Soldaten – 8 Kanonen                 |                                                                                    |
| Brigade von Alvensleben                                                                       |                                                                                    |
| 1. Garde-Regiment zu Fuß – 4 Bataillone – 2538 Mann                                           | 2. Garde-Regiment zu Fuß – 5 Bataillone – 2755 Mann                                |
| Gardeartillerie – 1 Batterie – 8 Geschütze                                                    |                                                                                    |
| Russische Reservekavallerie Generalleutnant Fürst Dmitri Golitzin 12.935 Reiter – 188 Kanonen |                                                                                    |
| 1. Kürassierdivision – Generalleutnant Nikolai Deperadowitsch 1672 Reiter                     |                                                                                    |
| 1. Brigade – Generalmajor Arsenjew                                                            |                                                                                    |
| Gardereiter-Regiment – 6 Escadrons – 500 Reiter                                               | Regiment der Berittenen Garde – 6 Escadrons – 500 Reiter                           |
| 2. Brigade                                                                                    |                                                                                    |
| Kürassierregiment „Kaiser“ – 4 Escadrons – 336 Reiter                                         | Kürassierregiment „Kaiserin“ – 4 Escadrons – 336 Reiter                            |
| 2. Kürassierdivision – Generalmajor Nikolai Kretow 1344 Reiter                                |                                                                                    |
| 1. Brigade – Oberst Karatajew                                                                 |                                                                                    |
| Kürassierregiment „Astrachan“ – 4 Escadrons – 336 Reiter                                      | Kürassierregiment „Jekaterinburg“ – 4 Escadrons – 336 Reiter                       |
| 2. Brigade – Generalmajor Leontjew                                                            |                                                                                    |
| Kürassierregiment „Glouckow“ – 4 Escadrons – 336 Reiter                                       | Kürassierregiment „Pskow“ – 4 Escadrons – 336 Reiter                               |
| 3. Kürassierdivision – Generalmajor Ilja Duka 1344 Reiter                                     |                                                                                    |
| 1. Brigade – Generalmajor Gudowitsch                                                          |                                                                                    |
| Kürassierregiment „Regiment des Militärordens“ – 4 Escadrons – 336 Reiter                     | Kürassierregiment „Kleinrussland“ – 4 Escadrons – 336 Reiter                       |
| 2. Brigade – Generalmajor Lewaschow                                                           |                                                                                    |
| Kürassierregiment „Regiment Nowgorod“ – 4 Escadrons – 336 Reiter                              | Kürassierregiment „Starodub“ – 4 Escadrons – 336 Reiter                            |
| Leichte Gardekavallerie – Generalleutnant Iwan Schewitsch 1926 Reiter – 36 Kanonen            |                                                                                    |
| Brigadekommando                                                                               |                                                                                    |
| Regiment Gardehusaren – 6 Escadrons – 500 Reiter                                              | Regiment Gardeulanen – 6 Escadrons – 500 Reiter                                    |
| Regiment Gardedragoner – 6 Escadrons – 500 Reiter                                             | Regiment Gardekosaken – 6 Escadrons – 500 Reiter                                   |
| Regiment der Schwarzmeerkosaken – 1 Escadron – 90 Reiter                                      |                                                                                    |
| Feldartillerie                                                                                |                                                                                    |
| 1. Feldartillerie-Batterie – 12 Geschütze                                                     | 2. Feldartillerie-Batterie – 12 Geschütze                                          |
| 3. Feldartillerie-Batterie – 12 Geschütze                                                     |                                                                                    |
| Preußische Gardekavallerie 1382 Reiter – 8 Kanonen                                            |                                                                                    |
| Brigadekommando                                                                               |                                                                                    |
| Regiment der Gardes du Corps – 4 Escadrons – 497 Reiter                                       | Berittene Jäger der Garde du Corps – 1 Escadron -101 Reiter                        |
| Leichtes Kavallerieregiment – 4 Escadrons – 656 Reiter                                        | Regiment Jäger zu Pferde – 1 Escadron 128 Reiter                                   |
| Feldartillerie                                                                                |                                                                                    |
| 4. Feldartillerie-Batterie – 8 Geschütze                                                      |                                                                                    |
| Russisches Kavalleriekorps Pahlen 2613 Reiter                                                 |                                                                                    |
| 1. Brigade – Oberst Alexander von Rüdinger                                                    |                                                                                    |
| Husarenregiment Grodno – 6 Escadrons – 480 Reiter                                             | Husarenregiment Soum – 6 Escadrons – 480 Reiter                                    |
| 2. Brigade – Generalmajor Lisanjewitsch                                                       |                                                                                    |
| Ulanenregiment Tchouhouïv – 6 Escadrons – 480 Reiter                                          | Ulanenregiment Lubno – 6 Escadrons – 480 Reiter                                    |
| 3. Brigade – General Ilowaiski                                                                |                                                                                    |
| Regiment Donkosaken – 6 Escadrons – 457 Reiter                                                | Regiment Krimtataren – 4 Escadron – 396 Reiter                                     |
| Kosakendivision General Graf Matwej Platow 2654 Reiter                                        |                                                                                    |
| 1. Brigade – Oberst Bergman                                                                   |                                                                                    |
| Schwarzmeer- und Donkosaken – 3 Escadrons – 260 Reiter                                        |                                                                                    |
| 2. Donkosaken-Brigade                                                                         |                                                                                    |
| Regiment Hetman – 6 Escadrons – 796 Reiter                                                    | Regiment Ilowaiski – 4 Escadrons – 443 Reiter                                      |
| Regiment Rebrejew – 4 Escadrons – 382 Reiter                                                  | Regiment Grekow XXI – 3 Escadrons – 286 Reiter                                     |
| Regiment Grekow I – 3 Escadrons – 179 Reiter                                                  |                                                                                    |
| Russische Reserveartillerie 144 Kanonen                                                       |                                                                                    |
| 2. Positionsbatterie – 12 Geschütze                                                           | Batterie des Grafen Araktschjew – 12 Geschütze                                     |
| 1., 2., 10. und 29. Positionsbatterien – 48 Geschütze                                         | 1., 3., 10., 16. und 23. Feldartillerie-Batterie – 60 Kanonen                      |
| Batterie der Marineinfanterie der Garde – 12 Kanonen                                          |                                                                                    |

### Österreichische Streitkräfte
Avantgarde (7832 Mann, 4409 Reiter, 30 Kanonen)
1. leichte Division Feldmarschalleutnant (FML) Moritz von Liechtenstein (2943 Mann, 2036 Reiter, 12 Kanonen)
- Brigade Hardegg – Generalmajor (GM) von Hardegg
- Brigade Schreither – GM von Schreither

2. leichte Division FML Ferdinand von Bubna und Littitz (4 889 Mann,
2 373 Reiter, 18 Kanonen)
- Brigade Zechmeister – GM Zechmeister von Rheinau
- Brigade Wieland – Oberst Wieland

| I. Korps FZM Hieronymus von Colloredo-Mansfeld 18.009 Soldaten – 1591 Reiter – 56 Kanonen                     | I. Korps FZM Hieronymus von Colloredo-Mansfeld 18.009 Soldaten – 1591 Reiter – 56 Kanonen |
| --- | ----------------------------------------------------------------------------------------- |
| 1. Division – FML Ignaz zu Hardegg 1174 Infanteristen – 1591 Reiter – 8 Kanonen                               |                                                                                           |
| Brigade Raigencourt – GM Karl von Raigecourt                                                                  |                                                                                           |
| 12. Deutsch-Banater Grenzregiment – 2 Bataillone 1174 Mann                                                    | 4. Husarenregiment „Hessen-Homburg“ – 6 Escadrons – 723 Reiter                            |
| 6. Dragonerregiment („Riesch“) – 6 Escadrons – 868 Reiter                                                     |                                                                                           |
| Feldartillerie-Batterie – 8 Geschütze                                                                         |                                                                                           |
| Brigade Neipperg – GM Adam Albert von Neipperg                                                                |                                                                                           |
| 5. Jäger-Bataillon                                                                                            |                                                                                           |
| Kaiser-Husaren-Regiment                                                                                       |                                                                                           |
| 2. Division – FML Maximilian von Wimpffen 9289 Infanteristen – 16 Kanonen                                     |                                                                                           |
| Brigade Samuel von Giffing – GM Samuel von Giffing (gefallen)                                                 |                                                                                           |
| 54. Infanterieregiment „Froon“ – 3 Bataillone – 2457 Mann                                                     | 25. Infanterieregiment „de Vaux“ – 3 Bataillone – 2469 Mann                               |
| Fußartillerie – 1 Batterie – 8 Geschütze                                                                      |                                                                                           |
| Brigade Czerwenka – GM Joseph Czerwenka                                                                       |                                                                                           |
| 35. Infanterieregiment „Argentau“ – 3 Bataillone – 2601 Mann                                                  | 42. Infanterieregiment „Erbach“ – 2 Bataillone 1762 Mann                                  |
| Fußartillerie – 1 Batterie 8 Geschütze                                                                        |                                                                                           |
| 3. Division – FML Carl von Greth 8720 Infanteristen – 14 Kanonen                                              |                                                                                           |
| Brigade Mumb GM Franz Mumb von Mühlheim                                                                       |                                                                                           |
| 30. Infanterieregiment „Prinz de Ligne“ – 3 Bataillone – 2.445 Mann                                           | 9. Infanterieregiment „Czartorski“ – 2 Bataillone – 1816 Mann                             |
| Fußartillerie - Batterie – 8 Geschütze                                                                        |                                                                                           |
| Brigade Quosdanovich – GM Karl Paul von Quosdanovich                                                          |                                                                                           |
| 21. Infanterieregiment „Albert Giulay“ – 2 Bataillone – 1825 Mann                                             | 17. Infanterieregiment „Reuß-Plauen“ – 3 Bataillone – 2631 Mann                           |
| Fußartillerie-Batterie – 6 Geschütze                                                                          |                                                                                           |
| Reserveartillerie des I. Korps 18 Kanonen                                                                     |                                                                                           |
| Schwere Fußartillerie – 1 Positionsbatterie – 6 Geschütze                                                     | Fußartillerie – 2 Batterien – 12 Geschütze                                                |
| II. Korps General der Kavallerie Maximilian Friedrich von Merveldt 13.037 Soldaten – 1092 Reiter – 50 Kanonen |                                                                                           |
| 1. Division – GM Ignaz von Lederer 3674 Infanteristen – 1092 Reiter – 16 Kanonen                              |                                                                                           |
| Brigade Sorenberg                                                                                             |                                                                                           |
| 8. Gradisker Grenzregiment – 1 Bataillon – 997 Mann                                                           |                                                                                           |
| 8. Husarenregiment „Kienmayer“ – 6 Escadrons – 568 Reiter                                                     | 1. Dragonerregiment „Erzherzog“ – 4 Escadrons – 524 Reiter                                |
| Fußartillerie-Batterie – 8 Geschütze                                                                          |                                                                                           |
| Brigade Longueville– GM Johann Baptist von Longueville                                                        |                                                                                           |
| 24. Infanterieregiment „Strauch“ – 2 Bataillone – 1085 Mann                                                   | 44. Infanterieregiment „Bellegarde“ – 2 Bataillone – 1592 Mann                            |
| Fußartillerie-Batterie – 8 Geschütze                                                                          |                                                                                           |
| 2. Division GM Prinz Alois Liechtenstein (pro Forma) 9363 Infanteristen – 16 Kanonen                          |                                                                                           |
| Brigade von Klopstein – GM Joseph Klopstein von Ennsbruck                                                     |                                                                                           |
| 20. Infanterieregiment „Kaunitz“ – 3 Bataillone – 2137 Mann                                                   | 56. Infanterieregiment „Wenzel Colloredo“ – 3 Bataillone – 1924 Mann                      |
| Fußartillerie-Batterie – 8 Geschütze                                                                          |                                                                                           |
| Brigade Mecsery – GM Karl Johann Mecséry de Tsoor                                                             |                                                                                           |
| 18. Infanterieregiment „Reuss-Greiz“ – 2 Bataillone – 1651 Mann                                               | 47. Infanterieregiment „Vogelsang“ – 3 Bataillone – 2492 Mann                             |
| 11. Landwehr-Regiment „Erzherzog Rainer“ – 2 Bataillone – 1159 Mann                                           |                                                                                           |
| Fußartillerie-Batterie – 8 Geschütze                                                                          |                                                                                           |
| Reserveartillerie 18 Kanonen                                                                                  |                                                                                           |
| Schwere Fußartillerie – 1 Positionsbatterie – 6 Geschütze                                                     | Fußartillerie – 2 Positionsbatterien – 12 Geschütze                                       |
| III. Korps FZM Graf Ignaz Gyulay 18.809 Soldaten – 1707 Reiter – 56 Kanonen                                   |                                                                                           |
| 1. Division GM Louis Folliot de Crenneville 1903 Infanteristen – 1707 Reiter – 6 Kanonen                      |                                                                                           |
| Brigade Hecht                                                                                                 |                                                                                           |
| 5. Warasdin-Kreuzer Grenzregiment – 1 Bataillon – 899 Mann                                                    | 6. Warasdin-St Georg Grenzregiment – 1 Bataillon – 1004 Mann                              |
| 5. Chevaulegers-Regiment „Klenau“ – 7 Escadrons – 903 Reiter                                                  | 6. Chevaulegers-Regiment Rosenberg – 6 Escadrons – 804 Reiter                             |
| Fußartillerie-Batterie – 6 Geschütze                                                                          |                                                                                           |
| 2. Division – GM Albrecht Murray de Melgum 8722 Infanteristen – 16 Kanonen                                    |                                                                                           |
| Brigade Lamezan-Salins– GM Anton von Lamezan-Salins                                                           |                                                                                           |
| 8. Infanterieregiment „Erzherzog Ludwig“ – 3 Bataillone – 2845 Mann                                           | 7. Infanterieregiment „Würzburg“ – 3 Bataillone – 2722 Mann                               |
| Fußartillerie-Batterie – 8 Geschütze                                                                          |                                                                                           |
| Brigade Weigel – GM Joseph Weigl von Löwenwarth                                                               |                                                                                           |
| 37. Infanterieregiment „Mariassy“ – 2 Bataillone – 1503 Mann                                                  | 60. Infanterieregiment „Ignaz Gyulay“ – 1652 Mann                                         |
| Fußartillerie-Batterie – 8 Geschütze                                                                          |                                                                                           |
| 3. Division – GM Philipp von Hessen-Hombourg 8194 Infanteristen – 16 Kanonen                                  |                                                                                           |
| Brigade Czollich – GM Markus Czollich                                                                         |                                                                                           |
| 41. Infanterieregiment „Kottulinsky“ – 3 Bataillone – 2214 Mann                                               | 1. Infanterieregiment „Kaiser“ – 2 Bataillone – 1588 Mann                                 |
| Fußartillerie-Batterie – 8 Geschütze                                                                          |                                                                                           |
| Brigade Grimmer – Oberst Grimmer von Riesenburg                                                               |                                                                                           |
| 36. Infanterieregiment „Kolowrath“ – 2 Bataillone – 1602 Mann                                                 | 28. Infanterieregiment „Fröhlich“ – 3 Bataillone – 2790 Mann                              |
| Fußartillerie-Batterie – 8 Geschütze                                                                          |                                                                                           |
| Reserveartillerie 18 Kanonen                                                                                  |                                                                                           |
| Schwere Fußartillerie – 1 Positionsbatterie – 6 Geschütze                                                     | Fußartillerie – 2 Positionsbatterien – 12 Geschütze                                       |
| IV. Korps General der Kavallerie Johann von Klenau 21.269 Soldaten – 3285 Reiter – 56 Kanonen                 |                                                                                           |
| 1. Division – GM Johann Friedrich von Mohr 2614 Infanteristen – 2094 Reiter – 10 Geschütze                    |                                                                                           |
| Brigade Paumgartten – GM Maximilian von Paumgartten                                                           |                                                                                           |
| 16. Walachisches Grenzregiment – 1 Bataillon – 986 Mann                                                       | 13. Walachisch-Illyrisches Grenzregiment – 2 Bataillone 1628 Mann                         |
| 2. Chevaulegersregiment – 6 Escadrons – 690 Reiter                                                            | 12. Palatin Husarenregiment – 6 Escadrons – 778 Reiter                                    |
| 3. Husarenregiment Erzherzog Ferdinand – 6 Escadrons – 626 Reiter                                             |                                                                                           |
| Feldartillerie – 2 Batterien – 10 Kanonen                                                                     |                                                                                           |
| 2. Division – GM Prinz von Hohenlohe-Bartenstein 9878 Infanteristen – 16 Kanonen                              |                                                                                           |
| Brigade Schäffer GM Josef von Schäffer                                                                        |                                                                                           |
| 57. Infanterieregiment „Josef Colloredo“ – 2 Bataillone – 2014 Mann                                           | 15. Infanterieregiment „Zach“ – 3 Bataillone – 2721 Mann                                  |
| Fußartillerie-Batterie – 8 Geschütze                                                                          |                                                                                           |
| Brigade Splenyi GM Franz Splenyi                                                                              |                                                                                           |
| 40. Infanterieregiment „Württemberg“ – 3 Bataillone – 2631 Mann                                               | 29. Infanterieregiment „Lindenau“ – 3 Bataillone – 2512 Mann                              |
| Fußartillerie-Batterie – 8 Geschütze                                                                          |                                                                                           |
| 3. Division – GM Anton Mayer von Heldensfeld 8777 Infanteristen – 14 Kanonen                                  |                                                                                           |
| Brigade Abele – GM Franz Abele von Lilienberg                                                                 |                                                                                           |
| 12. Infanterieregiment „Alois Liechtenstein“ – 3 Bataillone – 2725 Mann                                       | 22. Infanterieregiment „Koburg“ – 3 Bataillone – 2681 Mann                                |
| Fußartillerie-Batterie – 8 Geschütze                                                                          |                                                                                           |
| Brigade de Best – GM Adalbert de Best                                                                         |                                                                                           |
| 3. Infanterieregiment „Erzherzog“ – 2 Bataillone – 1805 Mann                                                  | 49. Infanterieregiment „Kerpen“ – 2 Bataillone – 1566 Mann                                |
| Fußartillerie-Batterie – 6 Geschütze                                                                          |                                                                                           |
| Kavallerie 4. Korpskommando 1191 Reiter                                                                       |                                                                                           |
| Brigade Desfours – Oberst Franz Maximilian Joseph Des Fours                                                   |                                                                                           |
| 1. Kürassierregiment „Kaiser“ – 6 Escadrons – 614 Reiter                                                      | 3. Chevaulegersregiment „O'Reilly“ – 6 Escadrons – 577 Mann                               |
| Reserveartillerie 16 Geschütze                                                                                |                                                                                           |
| Schwere Fußartillerie – 1 Positionsbatterie – 8 Geschütze                                                     | Leichte Artillerie – 1 Batterie – 8 Geschütze                                             |
| Reserveinfanterie G.d.K. Prinz Friedrich von Hessen-Homburg 16297 Mann – 40 Geschütze                         |                                                                                           |
| 1. Division – GM Nikolaus Ungnad von Weißenwolff 5794 Mann – 16 Geschütze                                     |                                                                                           |
| Brigade Fürstenwerther – GM Karl Friedrich von Fürstenwerther                                                 |                                                                                           |
| „Czarnotzky“ Grenadiere – 1 Bataillon – 779 Mann                                                              | „Obermayer“ Grenadiere – 1 Bataillon – 792 Mann                                           |
| „Berger“ Grenadiere – 1 Bataillon – 762 Mann                                                                  | „Oklopsia“ Grenadiere – 1 Bataillon – 736 Mann                                            |
| Fußartillerie-Batterie – 8 Geschütze                                                                          |                                                                                           |
| Brigade Weissenwolff                                                                                          |                                                                                           |
| „Habinay“ Grenadiere – 1 Bataillon – 558 Mann                                                                 | „Portner“ Grenadiere – 1 Bataillon – 752 Mann                                             |
| „Fischer“ Grenadiere – 1 Bataillon – 705 Mann                                                                 | „Call“ Grenadiere – 1 Bataillon – 710 Mann                                                |
| Fußartillerie-Batterie – 8 Geschütze                                                                          |                                                                                           |
| 2. Division – GM Vinzenz Ferrerius von Bianchi 10503 Mann – 24 Geschütze                                      |                                                                                           |
| Brigade Beck – GM August von Beck                                                                             |                                                                                           |
| 2. Infanterieregiment „Hiller“ – 2 Bataillone – 1904 Mann                                                     | 33. Infanterieregiment „Hieronymus Colloredo“ – 2 Bataillone – 1824 Mann                  |
| Fußartillerie-Batterie – 8 Geschütze                                                                          |                                                                                           |
| Brigade Haugwitz – GM Eugen Wilhelm Graf Haugwitz                                                             |                                                                                           |
| 19. Infanterieregiment „Hessen-Homburg“ – 2 Bataillone – 1626 Mann                                            | 48. Infanterieregiment „Simbschen“ – 2 Bataillone – 1475 Mann                             |
| Fußartillerie-Batterie – 8 Geschütze                                                                          |                                                                                           |
| Brigade Quallenberg Oberst Karl von Quallenberg                                                               |                                                                                           |
| 32. Infanterieregiment „Esterhazy“ – 2 Bataillone – 1596 Mann                                                 | 34. Infanterieregiment „Davidovich“ – 2 Bataillone – 2078 Mann                            |
| Fußartillerie-Batterie – 8 Geschütze                                                                          |                                                                                           |
| Kürassierkorps Nostitz FML Johann Nepomuk von Nostitz-Rieneck 3417 Reiter                                     |                                                                                           |
| 1. Division – FML Johann Nepomuk von Klebelsberg 2318 Reiter                                                  |                                                                                           |
| Brigade Rothkirch – GM Leonhard von Rothkirch                                                                 |                                                                                           |
| 2. Kürassierregiment „Erzherzog Franz“ – 4 Escadrons – 497 Reiter                                             | 4. Kürassierregiment „Kronprinz Ferdinand“ – 4 Escadrons – 443 Reiter                     |
| Brigade Auersperg GM Maximilian von Auersperg                                                                 |                                                                                           |
| 8. Kürassierregiment „Hohenzollern“ – 6 Escadrons – 626 Reiter                                                | 5. Kürassierregiment „Sommariva“ – 6 Escadrons – 752 Reiter                               |
| 2. Division – GM Karl Civalart von Happancourt 1099 Reiter                                                    |                                                                                           |
| Brigade Kuttalek Oberst Kuttalek von Ehrengreif                                                               |                                                                                           |
| 3. Kürassierregiment „Herzog Albert“ – 4 Escadrons – 537 Reiter                                               | 7. Kürassierregiment „Lothringen“ – 4 Escadrons – 562 Reiter                              |
| Reserveartillerie 112 Geschütze                                                                               |                                                                                           |
| Leichte Fußartillerie – 2 Batterien – 16 Kanonen                                                              | Fußartillerie – 2 Batterien – 12 Geschütze                                                |
| Schwere Artillerie – 8 Batterien – 48 Geschütze                                                               | Mörserartillerie – 2 Batterien – 12 Geschütze                                             |
| Bespannte Artillerie – 4 Batterien – 24 Kanonen                                                               |                                                                                           |

### Preußisches Kontingent in der Böhmischen Armee
- Kommandeur: Generalleutnant von Kleist

| II. preußisches Korps Generalleutnant Friedrich von Kleist 21172 Infanteristen und Kanoniere- 2254 Reiter – 24 Kanonen | II. preußisches Korps Generalleutnant Friedrich von Kleist 21172 Infanteristen und Kanoniere- 2254 Reiter – 24 Kanonen |
| --- | --- |
| 9. Infanteriebrigade – Oberst Joseph Friedrich Karl von Klüx 5836 Infanteristen und Kanoniere – 382 Reiter – 8 Kanonen | |
| Schlesisches Schützenbataillon – 1/2 Bataillon – 390 Mann                                                              | 1. Ostpreußisches Infanterieregiment – 2 Bataillone – 1556 Mann                                                        |
| 6. Reserve-Infanterieregiment – 3 Bataillone – 2 334 Mann                                                              | 7. schlesisches Landwehr-Infanterieregiment – 2 Bataillone – 1 556 Mann                                                |
| 1. Schlesisches Landwehr-Kavallerieregiment – 2 Escadrons – 382 Reiter                                                 | |
| 10. Feldartillerie-Batterie – 8 Kanonen                                                                                | |
| 10. Infanteriebrigade – Georg Dubislav von Pirch 4548 Infanteristen und Kanoniere – 168 Reiter – 8 Kanonen             | |
| 2. Westpreußisches Infanterieregiment – 2 Bataillone – 1516 Mann                                                       | 7. Reserve-Infanterieregiment – 2 Bataillone – 1516 Mann                                                               |
| 9. Schlesisches Landwehr-Infanterieregiment – 2 Bataillone – 1516 Mann                                                 | |
| 2. Schlesisches Landwehr-Kavallerieregiment – 2 Escadrons – 168 Reiter                                                 | |
| 8. Fußartillerie-Batterie – 8 Geschütze                                                                                | |
| 11. Infanteriebrigade – Hans Ernst Karl von Zieten 5363 Infanteristen und Kanoniere – 1058 Reiter – 8 Kanonen          | |
| Schlesisches Schützenbataillon – 1/2 Bataillon – 413 Mann                                                              | 1. Schlesisches Infanterieregiment – 2 Bataillone – 1650 Mann                                                          |
| 10. Reserve-Infanterieregiment – 2 Bataillone – 1650 Mann                                                              | 8. Landwehr-Infanterieregiment – 2 Bataillone – 1650 Mann                                                              |
| Neumärkisches Dragonerregiment – 4 Escadrons 846 Reiter                                                                | 3. Schlesisches Landwehr Kavallerieregiment – 1 Escadron – 212 Reiter                                                  |
| 11. Fußartillerie-Batterie – 8 Geschütze                                                                               | |
| 12. Infanteriebrigade – Prinz August von Preußen 5425 Infanteristen – 636 Reiter                                       | |
| 2. Schlesisches Infanterieregiment – 2 Bataillone – 1550 Mann                                                          | 11. Reserve-Infanterieregiment – 3 Bataillone – 2325 Mann                                                              |
| 10. Schlesisches Landwehr-Infanterieregiment – 2 Bataillone – 1550 Mann                                                | |
| Schlesisches Ulanenregiment – 4 Escadrons – 517 Reiter                                                                 | 3. Schlesisches Landwehr Kavallerieregiment – 1 Escadron 129 Reiter                                                    |
| Kavalleriekorps – Friedrich Erhard von Röder 1888 Reiter – 16 Kanonen                                                  | |
| Kürassierbrigade – August Friedrich Ludwig von Wrangel                                                                 | |
| Ostpreußisches Kürassierregiment – 4 Escadrons – 472 Reiter                                                            | Brandenburgisches Kürassierregiment – 4 Escadrons – 472 Reiter                                                         |
| Schlesisches Kürassierregiment – 4 Escadrons – 472 Reiter                                                              | |
| Kürassierbrigade Mutius – Johann Karl von Mutius                                                                       | |
| 7. Schlesisches Landwehr-Kavallerieregiment – 2 Escadrons – 236 Reiter                                                 | 8. Schlesisches Landwehr-Kavallerieregiment – 2 Escadrons – 236 Reiter                                                 |
| 7. & 8. Feldartillerie-Batterie – 16 Geschütze                                                                         | |
| Reserveartillerie von Braun 735 Kanoniere – 56 Kanonen                                                                 | |
| 7., 14. und 21. leichte Batterie zu Fuß – 24 Geschütze                                                                 | 3. & 6. Fußartillerie-Batterie – 16 Geschütze                                                                          |
| 1. Mörserbatterie – 8 Mörser                                                                                           | 9. Feldartillerie-Batterie – 8 Geschütze                                                                               |
| ½ Pionierbataillon – 735 Mann                                                                                          | |
| Kavalleriekorps – Generalleutnant von Thielmann 1641 Reiter – 4 Geschütze                                              | |
| Österreichische berittene Mörserbatterie – 2 Mörser                                                                    | Kosakenbatterie – 2 Geschütze                                                                                          |
| Österreichische Brigade von Gasser                                                                                     | |
| 2. Chevaulegers-Regiment „Hohenzollern“ – 2 Escadrons – 210 Reiter                                                     | 5. Chevaulegers-Regiment „Klenau“ – 1 Escadron – 120 Reiter                                                            |
| 8. Husarenregiment „Kienmayer“ – 1 Escadron – 100 Reiter                                                               | |
| Preußische Brigade Gustav Kalixt von Biron                                                                             | |
| 2. Schlesisches Husarenregiment – 2 Escadrons – 200 Reiter                                                             | Schlesisches National-Kavallerieregiment – 2 Escadrons – 250 Reiter                                                    |
| Russische Brigade Orlow-Denissow General Orlow-Denissow                                                                | |
| Kosakenregiment Gorin II – 4 Escadrons – 399 Reiter                                                                    | Kosakenregiment Jagodin II – 3 Escadrons – 362 Reiter                                                                  |

## Schlesische Armee
- Oberbefehlshaber: Feldmarschall Gebhard Leberecht von Blücher

| I. Preußisches Korps Generalleutnant von Yorck 28.000 Infanteristen und Kanoniere – 3247 Reiter – 46 Geschütze          | I. Preußisches Korps Generalleutnant von Yorck 28.000 Infanteristen und Kanoniere – 3247 Reiter – 46 Geschütze |
| --- | --- |
| Vorhut – Oberst von Katzeler 4169 Infanteristen und Kanoniere – 1455 Reiter – 16 Geschütze                              | |
| Westpreußisches Grenadierregiment – 1 Bataillon – 582 Mann                                                              | Leibgrenadieregiment – 1 Bataillon- 682 Mann                                                                   |
| Ostpreußisches Jägerbataillon – ½ Bataillon – 288 Mann                                                                  | Garde-Jäger-Bataillon 70 Mann                                                                                  |
| 2. Ostpreußisches Infanterieregiment – 1 Bataillon – 377 Mann                                                           | 1. Brandenburgisches Infanterieregiment – 1 Bataillon – 530 Mann                                               |
| 12. Reserve-Infanterieregiment – 1 Bataillon – 530 Mann                                                                 | 13. Schlesisches Landwehr-Infanterieregiment – 1 Bataillon – 403 Mann                                          |
| 14. Schlesisches Landwehr-Infanterieregiment – 1 Bataillon – 299 Mann                                                   | 15. Schlesisches Landwehr-Infanterieregiment – 1 Bataillon – 408 Mann                                          |
| 2. Leib-Husarenregiment – 1 Escadron – 183 Reiter                                                                       | Brandenburgisches Husarenregiment – 2 Escadrons – 308 Reiter                                                   |
| Brandenburgisches Ulanenregiment – 4 Escadrons – 342 Reiter                                                             | Ostpreußisches Kavallerieregiment – 4 Escadrons – 421 Reiter                                                   |
| 5. Landwehr-Kavallerieregiment – 4 Escadrons – 201 Reiter                                                               | |
| 12. Fußartillerie-Batterie – 8 Geschütze                                                                                | 2. Feldartillerie-Batterie – 8 Geschütze                                                                       |
| 1. Brigade – Generalmajor von Steinmetz 6882 Infanteristen und Kanoniere – 375 Reiter – 8 Geschütze                     | |
| 1. Ostpreußisches Grenadierregiment – 1 Bataillon – 364 Mann                                                            | Schlesisches Grenadierregiment – 1 Bataillon – 650 Mann                                                        |
| 5. Schlesisches Landwehr-Infanterieregiment – 3 Bataillone – 2 880 Mann                                                 | 13. Schlesisches Landwehr-Infanterieregiment – 3 Bataillone – 2988 Mann                                        |
| 2. Leib-Husarenregiment – 3 Escadron – 375 Reiter                                                                       | |
| 2. Fußartillerie-Batterie – 8 Geschütze                                                                                 | |
| 2. Brigade – Generalmajor Karl zu Mecklenburg 4974 Infanteristen und Kanoniere – 321 Reiter – 6 Geschütze               | |
| 1. Ostpreußisches Infanterieregiment – 2 Bataillone – 3680 Mann                                                         | 2. Ostpreußisches Infanterieregiment – 1 Bataillon – 614 Mann                                                  |
| 6. Schlesisches Landwehr-Infanterieregiment – 1 Bataillon – 680 Mann                                                    | |
| Mecklenburgisches Husarenregiment – 4 Escadrons – 321 Reiter                                                            | |
| 1. Fußartillerie-Batterie – 6 Geschütze                                                                                 | |
| 7. Brigade – Generalmajor von Horn 7881 Infanteristen und Kanoniere – 716 Reiter – 8 Geschütze                          | |
| Infanterie-Leibregiment – 2 Bataillone – 3 194 Mann                                                                     | Thüringisches Infanterieregiment – 1 Bataillon -368 Mann                                                       |
| 4. Schlesisches Landwehr-Infanterieregiment – 3 Bataillone – 2 775 Mann                                                 | 15. Schlesisches Landwehr-Infanterieregiment – 2 Bataillone – 1 544 Mann                                       |
| 3. Schlesisches Landwehr-Kavallerieregiment – 2 Escadrons – 188 Reiter                                                  | 10. Schlesisches Landwehr-Kavallerieregiment – 4 Escadrons – 528 Reiter                                        |
| 3. Fußartillerie-Batterie – 8 Geschütze                                                                                 | |
| 8. Brigade – Oberst von Hünerbein 4087 Infanteristen und Kanoniere – 380 Reiter – 8 Geschütze                           | |
| Brandenburgisches Infanterieregiment – 1 Bataillon – 1433 Mann                                                          | 12. Reserve-Infanterieregiment – 2 Bataillone – 2008 Mann                                                      |
| 14. Schlesisches Landwehr-Infanterieregiment – 1 Bataillon – 646 Mann                                                   | |
| Brandenburgisches Husarenregiment – 2 Escadrons – 380 Reiter                                                            | |
| 15. Fußartillerie-Batterie – 8 Geschütze                                                                                | |
| Russisches 11. Korps – Generalleutnant Baron Osten-Sacken 6709 Infanteristen und Kanoniere – 5587 Reiter – 60 Geschütze | |
| 27. Infanteriedivision – Generalleutnant Newerowski 2663 Infanteristen                                                  | |
| 1. Brigade – Oberst Stawitzki                                                                                           | |
| Infanterieregiment Vilan – 1 Bataillon – 576 Mann                                                                       | Infanterieregiment Simbirsk – 1 Bataillon – 516 Mann                                                           |
| 2. Brigade – Oberst Alexejew                                                                                            | |
| Infanterieregiment Odessa – 1 Bataillon – 503 Mann                                                                      | |
| 3. Brigade – Generalmajor Kologrivow                                                                                    | |
| 49. Jägerregiment – 2 Bataillone – 623 Mann                                                                             | 50. Jägerregiment – 1 Bataillon – 445 Mann                                                                     |
| 10. Infanteriedivision – Generalleutnant Johann Georg von Lieven 3259 Infanteristen                                     | |
| 1. Brigade | |
| Infanterieregiment Jaroslawl – 2 Bataillone -745 Mann                                                                   | |
| 2. Brigade – Generalmajor Sass                                                                                          | |
| Krimregiment – 1 Bataillon – 463 Mann                                                                                   | Infanterieregiment Belosersk – 2 Bataillone – 848 Mann                                                         |
| 3. Brigade – Generalmajor Akleschejew                                                                                   | |
| 8. Jägerregiment – 2 Bataillone – 620 Mann                                                                              | 39. Jägerregiment – 1 Bataillon – 583 Mann                                                                     |
| 16. Infanteriedivision – Generalleutnant Repninski 787 Mann                                                             | |
| 1. Brigade – Generalmajor Repninski                                                                                     | |
| Regiment Okhotsk – 2 Bataillone – 372 Mann                                                                              | Infanterieregiment Kamtschatka – 2 Bataillone – 415 Mann                                                       |
| Russisches Korps – General der Infanterie Graf Langeron 3322 Infanteristen und Kanoniere – 3285 Reiter – 24 Geschütze   | |
| Kavalleriekorps Rudzewitsch – Generalleutnant Rudzewitsch 3285 Reiter                                                   | |
| Dragonerregiment Kargopol – 4 Escadrons – 484 Reiter                                                                    | Dragonerregiment Kiew – 5 Escadrons – 474 Reiter                                                               |
| Dragonerregiment Kinbourn – 2 Escadrons – 253 Reiter                                                                    | Litauisches Regiment Jäger zu Pferde – 2 Escadrons – 197 Reiter                                                |
| Regiment Jäger zu Pferde „Dorpat“ – 2 Escadrons – 266 Reiter                                                            | 1. Ukrainisches Kosakenregiment – 3 Escadrons – 473 Reiter                                                     |
| 3. Ukrainisches Kosakenregiment – 3 Escadrons – 610 Reiter                                                              | Donkosakenregiment „Seliwanow II“ – 2 Escadrons – 231 Reiter                                                   |
| Donkosakenregiment „Kuteinikov“ – 2 Escadrons – 297 Reiter                                                              | |
| 9. Infanteriedivision – Generalleutnant Udom 3322 Infanteristen und Kanoniere – 24 Geschütze                            | |
| 1. Brigade – Oberst Poltaratzki                                                                                         | |
| Infanterieregiment Nacheburg – 1 Bataillon – 638 Mann                                                                   | Infanterieregiment Apcheron – 2 Bataillone – 714 Mann                                                          |
| 2. Brigade – Oberst Juchkow                                                                                             | |
| Infanterieregiment Riajsk – 1 Bataillon – 535 Mann                                                                      | Infanterieregiment Jakutsk – 1 Bataillon – 518 Mann                                                            |
| 3. Brigade – Oberst Grünblatt                                                                                           | |
| 10. Jägerregiment – 1 Bataillon – 463 Mann                                                                              | 38. Jägerregiment – 1 Bataillon – 454 Mann                                                                     |
| Divisionsartillerie | |
| 8. und 15. Batterie – 24 Geschütze                                                                                      | |
| Russisches 9. Korps – Generalleutnant Olsufjew 2885 Infanteristen                                                       | |
| 15. Infanteriedivision – Generalmajor Kornilow                                                                          | |
| 1. Brigade – Oberst Terne                                                                                               | |
| Infanterieregiment Witebsk – 1 Bataillon – 381 Mann                                                                     | Infanterieregiment Konselsk – 1 Bataillon – 514 Mann                                                           |
| 2. Brigade – Oberst Anensur                                                                                             | |
| Infanterieregiment Koura – 2 Bataillone – 478 Mann                                                                      | Infanterieregiment Kolywan – 1 Bataillon – 526 Mann                                                            |
| 3. Brigade – Oberst Tichanowski I                                                                                       | |
| 12. Jägerregiment – 2 Bataillone – 505 Mann                                                                             | 22. Jägerregiment – 1 Bataillon – 481 Mann                                                                     |
| Russisches 10. Korps – Generalleutnant Kapzewitsch 5957 Infanteristen und Kanoniere – 86 Geschütze                      | |
| 22. Infanteriedivision – Generalmajor Turchaninow 3036 Mann                                                             | |
| 2. Brigade – Oberst Schkapski                                                                                           | |
| Infanterieregiment Vjatka – 2 Bataillone – 850 Mann                                                                     | Infanterieregiment Starskol – 2 Bataillone – 751 Mann                                                          |
| Infanterieregiment Olonetz – 1 Bataillon – 459 Mann                                                                     | |
| 3. Brigade – Oberst Dournow                                                                                             | |
| 29. Jägerregiment – 2 Bataillone – 558 Mann                                                                             | 45. Jägerregiment – 2 Bataillone – 418 Mann                                                                    |
| 8. Infanteriedivision – Generalmajor Prinz Urusow 2921 Mann                                                             | |
| 1. Brigade – General Schenschin                                                                                         | |
| Infanterieregiment Archangelsk – 2 Bataillone – 550 Mann                                                                | Infanterieregiment Schlüsselburg – 1 Bataillon – 645 Mann                                                      |
| 2. Brigade – Generalmajor Iwan Bogdanowitsch Rehren                                                                     | |
| Infanterieregiment Alt-Ingermanland – 2 Bataillone – 723 Mann                                                           | 38. Jägerregiment – 3 Bataillone – 1003 Mann                                                                   |
| Korpsartillerie 86 Geschütze                                                                                            | |
| 2., 18., 34. & 39. Positionsbatterie – 43 Geschütze                                                                     | 3., 19., & 29. leichte Batterie – 36 Geschütze                                                                 |
| 2. Feldartillerie-Batterie – 7 Geschütze                                                                                | |
| Russisches 8. Korps – Generalleutnant de Saint-Priest 7065 Infanteristen und Kanoniere – 2128 Reiter – 36 Geschütze     | |
| 17. Infanteriedivision – Generalleutnant Pilar 4072 Mann                                                                | |
| 1. Brigade – Oberst Kern                                                                                                | |
| Infanterieregiment Riazan – 2 Bataillone – 670 Mann                                                                     | Infanterieregiment Belozersk – 2 Bataillone – 705                                                              |
| 2. Brigade – Oberst Chertow I                                                                                           | |
| Infanterieregiment Brest – 2 Bataillone – 746 Mann                                                                      | Infanterieregiment Willmanstrand – 2 Bataillone – 566 Mann                                                     |
| 3. Brigade – Oberst Charitonow                                                                                          | |
| 30. Jägerregiment – 2 Bataillone – 472 Mann                                                                             | 48. Jägerregiment – 2 Bataillone – 913                                                                         |
| 11. Infanteriedivision – Generalmajor Gurjalow 3557 Mann                                                                | |
| 1. Brigade – Oberst Karpenko                                                                                            | |
| Infanterieregiment Jelez – 1 Bataillon – 526 Mann                                                                       | Infanterieregiment Polozk – 1 Bataillon – 526 Mann                                                             |
| 2. Brigade – Oberst Turgenjew                                                                                           | |
| Infanterieregiment Jekaterinburg – 2 Bataillone – 936 Mann                                                              | Infanterieregiment Rylsk – 1 Bataillon – 564 Mann                                                              |
| 3. Brigade – Oberst Baron Bistrom II                                                                                    | |
| 1. Jägerregiment – 1 Bataillon – 478 Mann                                                                               | 33. Jägerregiment – 2 Bataillone – 527 Mann                                                                    |
| 1. Dragoner-Division – Generalmajor Nikolai Borosdin                                                                    | |
| Brigade – Oberst Ochakow                                                                                                | |
| Dragonerregiment Smolensk – 2 Escadrons – 233 Reiter                                                                    | Kurländisches Dragonerregiment – 6 Escadrons – 268 Reiter                                                      |
| Brigade – Oberst Emanuel                                                                                                | |
| Neurussisches Dragonerregiment – 4 Escadrons – 377 Reiter                                                               | Dragonerregiment Mitau – 4 Escadrons – 458 Reiter                                                              |
| Dragonerregiment Charkow – 4 Escadrons – 484 Reiter                                                                     | |
| Kosakenbrigade – Oberst Kaisarow                                                                                        | |
| Donkosakenregiment – 2 Escadrons – 511 Reiter                                                                           | Kalmückenregiment Stavropol – 1 Escadron – 298 Reiter                                                          |
| Korpsartillerie | |
| 32. Positionsbatterie – 12 Geschütze                                                                                    | 32. und 33. Leichte Batterie – 24 Geschütze                                                                    |
| Preußische Reservetruppen 6740 Reiter – 56 Geschütze                                                                    | |
| Preußische Reservekavallerie – Generalmajor von Jürgass                                                                 | |
| 1. Westpreußisches Dragonerregiment – 4 Escadrons – 1 176 Reiter                                                        | Litauisches Dragonerregiment – 4 Escadrons – 1 756 Reiter                                                      |
| 1. Neumärkisches Landwehr-Kavallerieregiment – 4 Escadrons – 876 Reiter                                                 | |
| 1. & 3. Berittene Batterie – 16 Geschütze                                                                               | |
| Reserveartillerie – Oberstleutnant Schmidt                                                                              | |
| 1. & 3. schwere Fußartillerie-Batterie 16 Geschütze                                                                     | 24. Fußartillerie-Batterie – 8 Geschütze                                                                       |
| 1. leichte Fußartillerie-Batterie – 8 Geschütze                                                                         | 12. Feldartillerie-Batterie – 8 Geschütze                                                                      |
| Russische Reservekavallerie – General Wassiltschikow                                                                    | |
| 2. Husaren-Division | |
| 1. Brigade – Jurkowski                                                                                                  | |
| Weißrussisches Husarenregiment – 4 Escadrons – 565 Reiter                                                               | Husarenregiment Achtyrski – 6 Escadrons – 786 Reiter                                                           |
| 2. Brigade – Wassiltschikow                                                                                             | |
| Husarenregiment Alexandria – 5 Escadrons – 648 Reiter                                                                   | Husarenregiment Mariupol – 6 Escadrons – 638 Reiter                                                            |
| Kosakenkorps – Generalmajor Karpow                                                                                      | |
| Donkosakenregiment – 6 Escadrons – 1 563 Reiter                                                                         | 4. Ukrainisches Kosakenregiment – 3 Escadrons – 219 Reiter                                                     |
| 2. Baschkirenregiment – 1 Escadron – 295 Reiter                                                                         | 2. Kalmückenregiment – 1 Escadron – 179 Reiter                                                                 |
| Freiwilligenregiment Baron Bode – 1 Escadron – 193 Reiter                                                               | |
| Russische Reserveartillerie                                                                                             | |
| 10. & 13. Positionsbatterie – 24 Geschütze                                                                              | 24. & 35. Leichte Feldartilleriebatterie – 24 Geschütze                                                        |
| 18. Feldartilleriebatterie – 12 Geschütze                                                                               | |

## Nordarmee
- Königlicher Prinz von Schweden Jean-Baptiste Jules Bernadotte

| III. preußisches Korps Generalleutnant Friedrich Wilhelm von Bülow 18860 Infanteristen und Kanoniere – 4463 Reiter – 104 Geschütze | III. preußisches Korps Generalleutnant Friedrich Wilhelm von Bülow 18860 Infanteristen und Kanoniere – 4463 Reiter – 104 Geschütze |
| --- | --- |
| 3. Brigade Prinz Ludwig von Hessen-Homburg 5940 Infanteristen und Kanoniere – 550 Reiter – 8 Geschütze                             | |
| Ostpreußisches Grenadierregiment – 1 Bataillon – 660 Mann                                                                          | 3. Ostpreußisches Infanterieregiment – 2 Bataillone – 1 320                                                                        |
| 4. Reserve-Infanterieregiment – 3 Bataillone – 1980 Mann                                                                           | 4. Ostpreußisches Landwehr-Infanterieregiment – 2 640 Mann                                                                         |
| 1. Leibhusarenregiment – 4 Escadrons – 550 Reiter                                                                                  | |
| 5. Fußartillerie-Batterie – 8 Geschütze                                                                                            | |
| 5. Brigade – Ludwig von Borstell 6655 Infanteristen und Kanoniere – 1100 Reiter – 8 Geschütze                                      | |
| Pommersches Grenadierregiment – 1 Bataillon – 605 Mann                                                                             | 1. Pommersches Infanterieregiment – 3 Bataillone – 1 815 Mann                                                                      |
| 2. Reserve-Infanterieregiment – 3 Bataillone – 1 815 Mann                                                                          | 2. Kurmärkisches Landwehr-Infanterieregiment – 4 Bataillone – 2 420 Mann                                                           |
| Pommersches Husarenregiment – 4 Escadrons – 550 Reiter                                                                             | Ostpreußisches Ulanenregiment – 4 Escadrons – 550 Reiter                                                                           |
| 10. Fußartillerie-Batterie – 8 Geschütze                                                                                           | |
| 6. Brigade – Karl August von Krafft 5 605 Infanteristen und Kanoniere – 413 Reiter – 16 Geschütze                                  | |
| Colbergsches Infanterieregiment – 2 Bataillone – 1174 Mann                                                                         | 9. Reserve Infanterieregiment – 3 Bataillone – 1761 Mann                                                                           |
| 1. Neumärkisches Landwehr-Infanterieregiment – 4 Bataillone – 2348 Mann                                                            | Ostpreußisches Jägerbataillon – ½ Bataillon – 322 Mann                                                                             |
| 1. Pommersches Landwehr-Kavallerieregiment – 3 Escadrons – 413 Reiter                                                              | |
| 16. Fußartillerie-Batterie – 16 Geschütze                                                                                          | |
| Reservekavallerie – Generalmajor Adolf Friedrich von Oppen 3035 Reiter – 16 Geschütze                                              | |
| 1. Brigade – Oberst Alexander von Treskow                                                                                          | |
| Dragonerregiment „Königin“ – 4 Escadrons – 580 Reiter                                                                              | Brandenburgisches Dragonerregiment – 4 Escadrons – 580 Reiter                                                                      |
| 2. Westpreußisches Dragonerregiment – 4 Escadrons – 580 Reiter                                                                     | |
| 2. Brigade – Generalmajor von Sydow                                                                                                | |
| 2. Kurmärkisches Landwehr-Kavallerieregiment – 4 Escadrons – 580                                                                   | 4. Kurmärkisches Landwehr-Kavallerieregiment – 4 Escadrons – 580 Reiter                                                            |
| 2. Pommersches Landwehr-Kavallerieregiment – 1 Escadron – 135 Reiter                                                               | |
| 5. & 6. Feldartillerie-Batterie – 16 Geschütze                                                                                     | |
| Reserveartillerie – Generalmajor Karl Friedrich von Holtzendorff 56 Geschütze                                                      | |
| Preußische Artillerie | |
| 19. Fußartillerie-Batterie – 8 Geschütze                                                                                           | 4. & 5. schwere Fußartillerie-Batterie – 16 Geschütze                                                                              |
| 11. Feldartillerie-Batterie – 8 Geschütze                                                                                          | 7. & 21. Positionsbatterie – 24 Geschütze                                                                                          |
| Russisches Korps – Generalleutnant Ferdinand von Wintzingerode 14787 Infanteristen und Kanoniere – 9565 Reiter – 86 Geschütze      | |
| Vorhut – Generalleutnant Prinz Michail Woronzow 2264 Mann                                                                          | |
| Infanteriebrigade Kniper | |
| 2. Jägerregiment – 1 Bataillon – 487 Mann                                                                                          | 13. Jägerregiment – 2 Bataillone – 751 Mann                                                                                        |
| 14. Jägerregiment – 2 Bataillone – 1026 Mann                                                                                       | |
| Kavalleriedivision O’Rourke Generalmajor O’Rourke 4034 Reiter – 12 Geschütze                                                       | |
| Kavalleriebrigade Benckendorf- Alexander von Benckendorff                                                                          | |
| Wolhynisches Ulanenregiment – 3 Escadrons – 495 Reiter                                                                             | Regiment Pawlograd Husaren – 6 Escadrons – 1002 Reiter                                                                             |
| Donkosakenregiment „Djatchkin“ – 2 Escadrons – 417 Reiter                                                                          | |
| 11. Feldartillerie-Batterie – 12 Geschütze                                                                                         | |
| Kosakenbrigade Melnikow IV | |
| Donkosakenregiment „Melnikow IV“ – 3 Escadrons – 368 Reiter                                                                        | Donkosakenregiment „Melnikow V“ – 3 Escadrons – 297 Reiter                                                                         |
| Kosakenbrigade Stael | |
| Donkosakenregiment „Andreijanow II“ – 3 Escadrons – 382 Reiter                                                                     | 1. Baschkirer Kavallerieregiment – 3 Escadrons – 343 Reiter                                                                        |
| Kosakenbrigade Brändel | |
| 1. Bugkosakenregiment – 4 Escadrons – 455 Reiter                                                                                   | 3. Ural-Kosakenregiment – 2 Escadrons – 275 Reiter                                                                                 |
| 21. Infanteriedivision – General Wassili Laptew 4049 Infanteristen und Kanoniere – 24 Geschütze                                    | |
| 1. Brigade – Oberst Andrei Fedorowitsch von Rosen                                                                                  | |
| Infanterieregiment Pétrowski – 1 Bataillon – 812 Mann                                                                              | Infanterieregiment Podolsk – 1 Bataillon – 693 Mann                                                                                |
| Littauisches Infanterieregiment – 1 Bataillon – 728 Mann                                                                           | |
| 2. Brigade – Generalmajor von Rüdiger                                                                                              | |
| Infanterieregiment Newa – 1 Bataillon – 681 Mann                                                                                   | 44. Jägerregiment – 2 Bataillone – 1135 Mann                                                                                       |
| 42. leichte Feldartillerie-Batterie – 12 Geschütze                                                                                 | 31. Positionsbatterie – 12 Geschütze                                                                                               |
| 24. Infanteriedivision – General Nikolai Wuitsch 4335 Infanteristen und Kanoniere – 12 Geschütze                                   | |
| 1. Brigade – Oberst Zwarykin | |
| Infanterieregiment Chirvan – 2 Bataillone – 940 Mann                                                                               | Infanterieregiment Oufa – 2 Bataillone – 860 Mann                                                                                  |
| 2. Brigade – Oberst Masnew | |
| Infanterieregiment Boutyrsk – 2 Bataillone – 841 Mann                                                                              | 19. Jägerregiment – 2 Bataillone – 866 Mann                                                                                        |
| 3. Brigade – Oberst Bulinski | |
| Infanterieregiment Tomsk – 1 Bataillon – 461 Mann                                                                                  | 40. Jägerregiment – 1 Bataillon – 367 Mann                                                                                         |
| 46. leichte Feldartillerie-Batterie – 12 Geschütze                                                                                 | |
| Provisorische Infanteriedivision Harpe – General Otto Wilhelm Harpe 4506 Infanteristen und Kanoniere – 24 Geschütze                | |
| Infanterieregiment Tula – 2 Bataillone – 1230 Mann                                                                                 | Infanterieregiment Navaginsk – 2 Bataillone – 1 227 Mann                                                                           |
| Reservegrenadiere – 3 Bataillone – 2049 Mann                                                                                       | |
| Reserveartillerie | |
| 21. & 26. Positionsbatterie – 12 Geschütze                                                                                         | 13. Feldartillerie-Batterie – 12 Geschütze                                                                                         |
| 2. Kavalleriedivision – Generalmajor Paul von der Pahlen 5531 Reiter – 14 Geschütze                                                | |
| 1. Brigade – Generalmajor Manteuffel                                                                                               | |
| Dragonerregiment Sankt Petersburg – 4 Escadrons – 459 Reiter                                                                       | Husarenregiment Elisabetgrad – 6 Escadrons – 900 Reiter                                                                            |
| Kavallerieregiment Jachontow – 2 Escadrons – 217 Reiter                                                                            | |
| 4. Feldartillerie-Batterie – 8 Geschütze                                                                                           | |
| 2. Brigade – Oberst M. Pahlen | |
| Dragonerregiment Riga – 3 Escadrons – 382 Reiter                                                                                   | Finnisches Dragonerregiment – 2 Escadrons – 353 Reiter                                                                             |
| Husarenregiment Izum – 4 Escadrons – 547 Reiter                                                                                    | |
| 1. & 5. Feldartillerie-Batterie – 6 Geschütze                                                                                      | |
| 3. Brigade – Oberst Zagriajski | |
| Regiment Jäger zu Pferde „Nijine“ – 2 Escadrons – 221 Reiter                                                                       | Polnisches Ulanenregiment – 6 Escadrons – 704 Reiter                                                                               |
| Kosakenbrigade Oberst Wassili Ilowaiski                                                                                            | |
| Donkosakenregiment Ilowaïski IV – 3 Escadrons – 455 Reiter                                                                         | Donkosakenregiment Grekow IX – 3 Escadrons – 449 Reiter                                                                            |
| Donkosakenregiment Barabanchtschikow II – 3 Escadrons – 390 Reiter                                                                 | Donkosakenregiment Lochtchilin – 3 Escadrons – 454 Reiter                                                                          |
| Schwedisches Korps – Feldmarschall Curt von Stedingk 15.617 Infanteristen und Kanoniere – 2750 Reiter – 51 Geschütze               | |
| 1. Infanteriedivision – Generalleutnant Anders Fredrik Skjöldebrand 6562 Infanteristen und Kanoniere – 633 Reiter – 14 Geschütze   | |
| 1. Brigade – Oberst Schützenheim                                                                                                   | |
| 1. Regiment Livgarde – 1 Bataillon – 590 Mann                                                                                      | 2. Regiment Livgarde – 1 Bataillon – 590 Mann                                                                                      |
| Regiment Livgardets Grenadjärer – 1 Bataillon – 590 Mann                                                                           | Regiment Livgrenadadjärer – 2 Bataillone – 1 180 Mann                                                                              |
| 2. Brigade – Oberst Lagerbring | |
| Infanterieregiment Uppland – 2 Bataillone – 1 180 Mann                                                                             | Infanterieregiment Södermanland – 3 Bataillone – 1 770 Mann                                                                        |
| Infanterieregiment Nord-Skåne – 1 Bataillon – 590 Mann                                                                             | Pommersche Legion zu Fuß – 1 Bataillon – 72 Mann                                                                                   |
| Kavalleriebrigade – ? | |
| Garde-Dragonerregiment – 5 Escadrons – 585 Reiter                                                                                  | Pommersche Legion zu Pferde – 1 Escadron – 48 Reiter                                                                               |
| Fußartillerie-Batterie Edenhjelm – 14 Geschütze                                                                                    | |
| 2. Infanteriedivision – Generalleutnant Johan August Sandels 9066 Infanteristen und Kanoniere – 1755 Reiter – 13 Geschütze         | |
| 3. Brigade – Brännström | |
| Infanterieregiment Väst Göta – 2 Bataillone – 1395 Mann                                                                            | Infanterieregiment Västmanland – 2 Bataillone – 1 395 Mann                                                                         |
| Infanterieregiment Nerike – 2 Bataillone – 1395 Mann                                                                               | |
| 4. Brigade – Generalmajor Heribert Conrad Reuterskjöld                                                                             | |
| Infanterieregiment Skaraborg – 2 Bataillone – 1395 Mann                                                                            | Infanterieregiment Elfsborg – 2 Bataillone – 1 395 Mann                                                                            |
| Jägerregiment Värmland – 1 Bataillon – 697 Mann                                                                                    | |
| 6. Brigade – Oberst Boije | |
| Infanterieregiment Kronoberg – 1 Bataillon – 697 Mann                                                                              | Infanterieregiment Kalmar – 1 Bataillon – 697 Mann                                                                                 |
| Kavalleriebrigade Skjöldebrand | |
| Garde-Kürassierregiment – 4 Escadrons – 468 Reiter                                                                                 | Husarenregiment Scåne – 6 Escadrons – 702 Reiter                                                                                   |
| Husarenregiment Mörner – 5 Escadrons – 585 Reiter                                                                                  | |
| Fußartillerie-Batterie Geist – 7 Geschütze                                                                                         | Feldartillerie-Batterie – 6 Geschütze                                                                                              |
| Reserveartillerie – Oberst Carl von Cardell 24 Geschütze – 362 Reiter                                                              | |
| Fußartillerie-Batterie – 14 Geschütze                                                                                              | Feldartillerie-Batterie – 6 Geschütze                                                                                              |
| Raketencorps der britischen Royal Horse Artillery – 28 Raketenwerfer                                                               | |
| Donkosaken-Geschützbedeckung – 1 Escadron – 362 Reiter                                                                             | |

## Russische Reservearmee in Polen
- Oberbefehlshaber: General der Kavallerie Levin August von Bennigsen

| Russisches Korps – General Bennigsen 25.007 Infanteristen und Kanoniere – 8277 Reiter – 122 Geschütze | Russisches Korps – General Bennigsen 25.007 Infanteristen und Kanoniere – 8277 Reiter – 122 Geschütze |
| --- | --- |
| Vorhut-Division – Graf Pawel Stroganow 4017 Infanteristen und Kanoniere – 3945 Reiter – 14 Geschütze  | |
| Brigade Glebow General Glebow                                                                         | |
| 6. Jägerregiment – 2 Bataillone – 1 724 Mann                                                          | 41. Jägerregiment – 2 Bataillone – 1 213 Mann                                                         |
| 10. & 26. Feldartillerie-Batterie – 14 Geschütze                                                      | |
| Pionierkompanie Ständer – 108 Pioniere                                                                | |
| Kavalleriebrigade – ?                                                                                 | |
| 1. Husarenregiment – 5 Escadrons – 857 Reiter                                                         | 1. Ulanenregiment – 5 Escadrons – 716 Reiter                                                          |
| Donkosakenregiment – 10 Escadrons – 1450 Reiter                                                       | 4. Uralkosakenregiment – 2 Escadrons – 241 Reiter                                                     |
| Baschkortostan – Kavallerieregiment – 3 Escadrons – 681 Reiter                                        | |
| Kosaken-Infanteriebrigade Tenischew                                                                   | |
| Infanterieregiment Simbirsk – 1 Bataillon – 513 Mann                                                  | Infanterieregiment Penza – 1 Bataillon – 459 Mann                                                     |
| 12. Infanteriedivision – Generalmajor Fürst Chowanski 5792 Mann – 24 Geschütze                        | |
| 1. Brigade – General Fedor Iwanowitsch Sanders                                                        | |
| Infanterieregiment Smolensk – 2 Bataillone – 1 441 Mann                                               | Infanterieregiment Narva – 2 Bataillone – 1 483 Mann                                                  |
| 2. Brigade – Jeltoukin                                                                                | |
| Infanterieregiment Alexopol – 2 Bataillone – 1 438 Mann                                               | Infanterieregiment Neu Ingermanland – 2 Bataillone – 1 430 Mann                                       |
| 1. Leichte Feldartillerie-Batterie – 12 Geschütze                                                     | 45. Positionsbatterie – 12 Geschütze                                                                  |
| 13. Infanteriedivision – General Lindfors 6711 Mann                                                   | |
| 1. Brigade – Generalmajor Rossi                                                                       | |
| Infanterieregiment Welikije Luki – 3 Bataillone – 2204 Mann                                           | Galizisches Infanterieregiment – 3 Bataillone – 1013 Mann                                             |
| 2. Brigade – Iwanow                                                                                   | |
| Infanterieregiment Saratow – 3 Bataillone – 2082 Mann                                                 | Infanterieregiment Penza – 2 Bataillone – 1412 Mann                                                   |
| 26. Infanteriedivision – General Paskiewitsch 8595 Mann – 12 Geschütze                                | |
| 1. Brigade – General Savoini                                                                          | |
| Infanterieregiment Ladoga – 2 Bataillone – 1402 Mann                                                  | Infanterieregiment Poltawa – 2 Bataillone – 1592 Mann                                                 |
| 2. Brigade – Zhemchuzhnikov                                                                           | |
| Infanterieregiment Orel – 2 Bataillone – 1322 Mann                                                    | Infanterieregiment Nischni Nowgorod – 2 Bataillone – 1 512 Mann                                       |
| 3. Brigade – Kovrigin                                                                                 | |
| 5. Jägerregiment – – 2 Bataillone – 1506 Mann                                                         | 42. Jägerregiment – 2 Bataillon – 1261 Mann                                                           |
| 26. Positionsbatterie – 12 Geschütze                                                                  | |
| Kavalleriedivision Tschaplitz – Generalmajor Tschaplitz 4332 Reiter – 12 Geschütze                    | |
| 1. Brigade – Repninski                                                                                | |
| ? Dragonerregiment – 5 Escadrons – 773 Reiter                                                         | 1. Regiment Jäger zu Pferde – 4 Escadrons – 538 Reiter                                                |
| 2. Regiment Jäger zu Pferde – 4 Escadrons – 625 Reiter                                                | |
| 2. Brigade – Kreutz                                                                                   | |
| 2. kombiniertes Ulanenregiment – 4 Escadrons – 567 Reiter                                             | Ulanenregiment Taganrog – 4 Escadrons – 646 Reiter                                                    |
| Sibirisches Ulanenregiment – 2 Escadrons – 194 Reiter                                                 | Ulanenregiment Schitomir – 2 Escadrons – 189 Reiter                                                   |
| Donkosakenregiment – 6 Escadrons – 800 Reiter                                                         | |
| 2. Feldartillerie-Batterie – 12 Geschütze                                                             | |
| Reserveartillerie – Kolotinski 60 Geschütze                                                           | |
| 18., 48. & 53. leichte Feldartillerie-Batterie – 36 Geschütze                                         | 22. Positionsbatterie – 12 Geschütze                                                                  |
| 9. Feldartillerie-Batterie – 12 Geschütze                                                             | |
| Fliegendes Korps – Oberst Mensdorff-Pouilly                                                           | |
| 3. Husarenregiment – 2 Escadrons – 260 Reiter                                                         | 4. Husarenregiment – 1 Escadron – 130 Reiter                                                          |
| Abteilung Donkosaken – 3 Escadrons – 400 Reiter                                                       | |